# Сирмур (округ)
Сирмур (англ. Sirmaur) — округ в индийском штате Химачал-Прадеш. Расположен в крайней юго-восточной части штата. Административный центр и крупнейший населённый пункт округа — город Нахан. На территории округа ранее располагалось княжество Сирмур, основанное в 1616 году и до вхождения в состав Британской Индии являвшееся частью Непала.
По данным всеиндийской переписи 2001 года население округа составляло 458 593 человека. Уровень грамотности взрослого населения равнялся 70,85 %, что выше среднеиндийского уровня (59,5 %). Доля сельского населения составляла более 90 %. Местность гористая и пересечённая. Известен Шивалик Фоссил Парк у Сукети, где были найдены окаменелости возрастом в 85 млн лет.
Шесть техсилов: Нахан, Ренука, Шалаи, Раджгарх, Пачхад и Паонта Сахиб.
Сельское хозяйство — основа экономики. Фермеры Сирмура выращивают картофель и имбирь. В Сирмуре отличные персики, лучшие выращивают в Раджгархе и называются «Peach Bowl». Тонны фруктов вывозят из Сирмура каждый год. Дхаула Куан около Паонта Сахиб известна научно-исследовательским центром фруктов. Сирмур значительно увеличил количество выращиваемых манго и яблок. Сейчас фермеры выращивают и помидоры на продажу. Деревня Лана-четы известна плодородной землёй и фермеры выращивают там и фрукты и злаки.
Река Гири делит округ на две почти равные части: Гирипар и Гиривар.
Самая распространённая религия — индуизм. Пантеон не имеет ярко выраженных отличий от соседних округов. Распространены языки: Хинди и Пахари. Нати — популярный танец в округе.

## История
Сирмур (также произносят Сирмоур) было независимым индийским царством, основанным в 1616 году. Оно стало частью Непальского государства, до того, как стало туземным княжеством в Британской Индии, и занимало земли нынешнего округа. Княжество также называли Нахан, по столице, Нахану. Сирмуром правили Раджпуты, носившие титул «Раджа».

## Экономика
В 2006 году Министерство Панчаяти Радж назвало Сирмур одним из 250 самых отсталых округов Индии (всего 640 округов в Индии). Это один из двух округов штата получающих продовольствие по Программе помощи отсталым районам (BRGF).